# Segunda División Peruana 1961
La Segunda División Peruana 1961, la 19ª edición del torneo, fue jugada por diez equipos.
El ganador del torneo, KDT Nacional, logró el ascenso a la Primera División de 1962 mientras que Mariscal Castilla perdió la categoría al haber ocupado el último lugar.

## Ascensos y descensos
| Posición | Ascendido a Primera División 1961 |
| -------- | --------------------------------- |
| 1º       | Defensor Lima                     |

| Posición | Descendido de Primera División 1960 |
| -------- | ----------------------------------- |
| 10º      | Mariscal Castilla                   |

| Posición | Ascendido de Liguilla de Ascenso 1960 |
| -------- | ------------------------------------- |
| 1º       | Association Chorrillos                |

| Posición | Descendido a Liga de Balnearios 1961 |
| -------- | ------------------------------------ |
| 10º      | Alianza Chorrillos                   |

## Equipos participantes
| Club                   | Ciudad     |
| ---------------------- | ---------- |
| Association Chorrillos | Chorrillos |
| Carlos Concha          | Callao     |
| Defensor Arica         | Lima       |
| Juventud Gloria        | Lima       |
| KDT Nacional           | Callao     |
| Mariscal Castilla      | Lima       |
| Porvenir Miraflores    | Miraflores |
| Santiago Barranco      | Barranco   |
| Unidad Vecinal Nº 3    | Lima       |
| Unión América          | Lima       |

## Tabla de posiciones
| #  | Club                   | PJ | PG | PE | PP | PTS |
| -- | ---------------------- | -- | -- | -- | -- | --- |
| 1  | KDT Nacional           | 18 | 12 | 3  | 3  | 27  |
| 2  | Association Chorrillos | 18 | 10 | 4  | 4  | 24  |
| 3  | Unidad Vecinal Nº 3    | 18 | 11 | 1  | 6  | 23  |
| 4  | Carlos Concha          | 18 | 7  | 5  | 6  | 19  |
| 5  | Juventud Gloria        | 18 | 7  | 4  | 7  | 18  |
| 6  | Defensor Arica         | 18 | 6  | 5  | 7  | 17  |
| 7  | Porvenir Miraflores    | 18 | 7  | 2  | 9  | 16  |
| 8  | Santiago Barranco      | 18 | 7  | 1  | 10 | 15  |
| 9  | Unión América          | 18 | 6  | 2  | 10 | 14  |
| 10 | Mariscal Castilla      | 18 | 3  | 3  | 12 | 9   |

|  | Campeón y ascendido a la Primera División de 1962 |
|  | Descendido a la Liga de Lima 1962                 |